# فليكو باونوفيتش
فليكو باونوفيتش (بالسيريلية الصربية: Вељко Пауновић) (بالإسبانية: Veljko Paunović) هو لاعب كرة قدم ومدرب كرة قدم صربي وإسباني في مركزي الوسط والهجوم، ولد في 21 أغسطس 1977 في ستروميكا في مقدونيا الشمالية. شارك مع منتخب صربيا والجبل الأسود لكرة القدم. أما مع النوادي، فقد لعب مع أتلتيكو مدريد ب وأتلتيكو مدريد وروبين قازان وريال أوفييدو وريال مايوركا وفيلادلفيا يونيون ونادي ألميريا ونادي بارتيزان ونادي تينيريفي ونادي خيتافي وهانوفر 96.

## وصلات خارجية
- فليكو باونوفيتش على موقع الدوري الأمريكي (الإنجليزية)
- فليكو باونوفيتش على موقع قاعدة بيانات كرة القدم.إي يو (الإنجليزية)
- فليكو باونوفيتش على موقع ناشيونال فوتبول تيمز (الإنجليزية)
- فليكو باونوفيتش على موقع Soccerbase.com (لاعب) (الإنجليزية)
- فليكو باونوفيتش على موقع Soccerbase.com (لاعب) (الإنجليزية)
- فليكو باونوفيتش على موقع Soccerway.com (الإنجليزية)
- فليكو باونوفيتش على موقع عالم كرة القدم.نت (الإنجليزية)